# Мата-Ортис

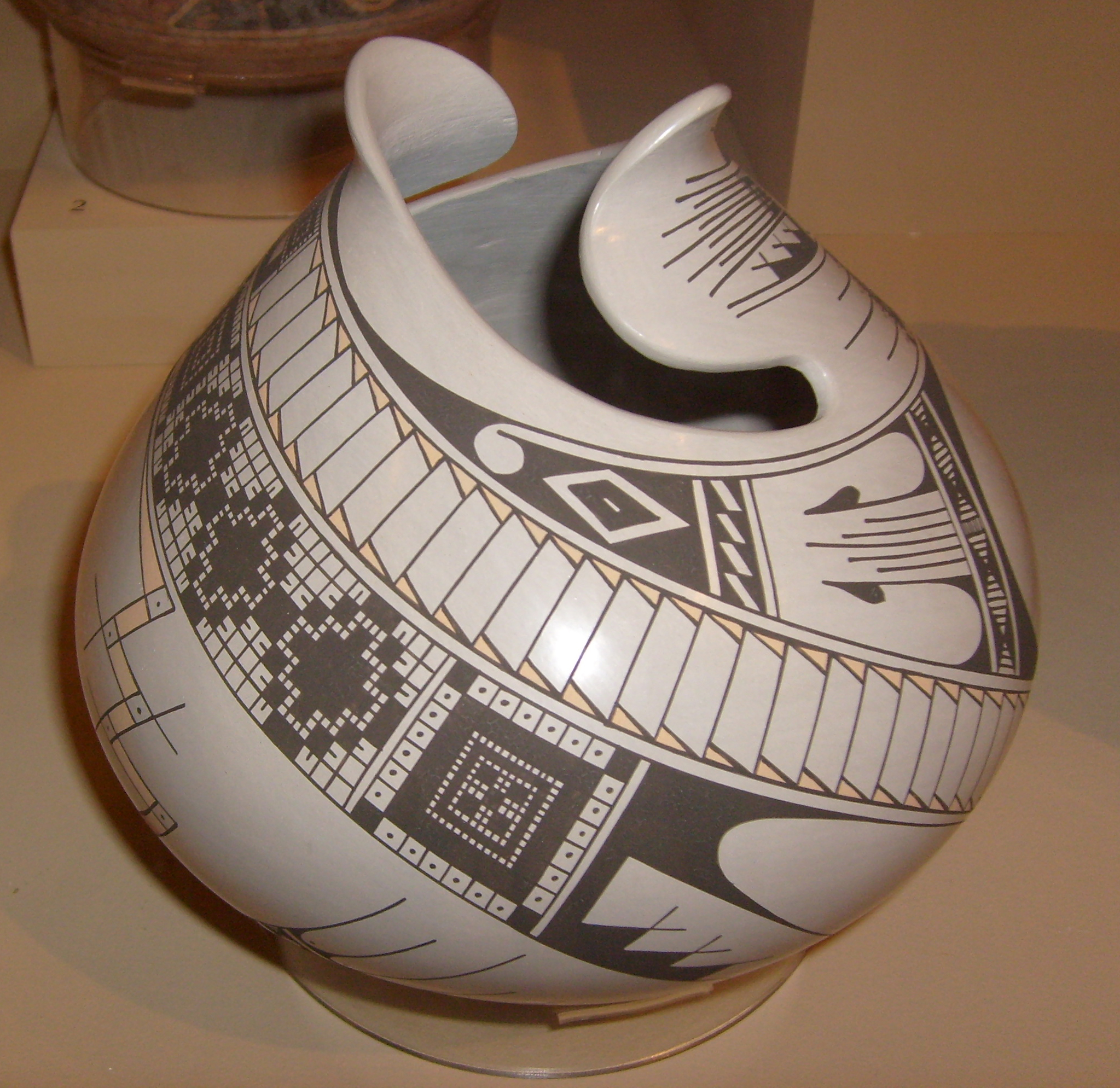
Сосуд из Мата-Ортис, гончар Хорхе Кинтана, 2002. Музей человека, Сан-Диего, Калифорния.

Мата-Ортис (исп. Mata Ortiz) — населённый пункт в Мексике, входит в штат Чиуауа. Население — 955 человек.
Посёлок известен тем, что местные мастера создают оригинальную керамику, соединяя старые традиции индейской керамики культуры Пакиме с некоторыми современными технологиями (гончарный круг, неизвестный доколумбовым индейцам, абстрактные мотивы в росписи и др.). Керамика из Мата-Ортис экспонируется во многих музеях мира.